# Türk Telekom Basketbol Kulübü 2022-2023
Questa voce raccoglie le informazioni riguardanti il Türk Telekom Basketbol Kulübü nelle competizioni ufficiali della stagione 2022-2023.

## Stagione
La stagione 2022-2023 del Türk Telekom Basketbol Kulübü è la 30ª nel massimo campionato spagnolo di pallacanestro, la Basketbol Süper Ligi.

## Roster
Aggiornato al 14 maggio 2023.
| Türk Telekom 2022-23 | Türk Telekom 2022-23 |
| Giocatori            | Staff tecnico        |
| -------------------- | -------------------- |

| N. | Naz.                   | Ruolo | Nome            | Anno | Alt.   | Peso   |  |
| -- | ---------------------- | ----- | --------------- | ---- | ------ | ------ |  |
| 2  | Turchia (bandiera)     | G     | Boran Güler     | 2001 | 186 cm | 85 kg  |  |
| 4  | Turchia (bandiera)     | PG    | Mehmet Yağmur   | 1987 | 186 cm | 85 kg  |  |
| 5  | Turchia (bandiera)     | C     | Emircan Koşut   | 1995 | 216 cm | 100 kg |  |
| 7  | Turchia (bandiera)     | G     | Ridvan Öncel    | 1997 | 192 cm | 88 kg  |  |
| 9  | Turchia (bandiera)     | C     | Semih Erden     | 1986 | 213 cm | 109 kg |  |
| 10 | Turchia (bandiera)     | A     | Batuhan Acar    | 2002 | 197 cm |        |  |
| 11 | Turchia (bandiera)     | AG    | Berk Demir      | 1995 | 204 cm | 99 kg  |  |
| 12 | Turchia (bandiera)     | C     | Arda Özdoğan    | 2005 | 213 cm | 110 kg |  |
| 13 | Turchia (bandiera)     | C     | Melih Doğan     | 2003 | 204 cm |        |  |
| 21 | Stati Uniti (bandiera) | P     | Tony Taylor (C) | 1990 | 183 cm | 87 kg  |  |
| 22 | Stati Uniti (bandiera) | PG    | Jerian Grant    | 1992 | 194 cm | 96 kg  |  |
| 30 | Turchia (bandiera)     | AG    | Alihan Demir    | 1996 | 206 cm | 107 kg |  |
| 33 | Turchia (bandiera)     | AP    | Erkan Yılmaz    | 1997 | 206 cm | 87 kg  |  |
| 50 | Nigeria (bandiera)     | C     | Micheal Eric    | 1988 | 211 cm | 115 kg |  |
| 77 | Stati Uniti (bandiera) | AG    | Nate Sestina    | 1997 | 206 cm | 106 kg |  |
| 83 | Francia (bandiera)     | AP    | Axel Bouteille  | 1995 | 201 cm | 101 kg |  |
| 88 | Stati Uniti (bandiera) | C     | Tyrique Jones   | 1997 | 206 cm | 108 kg |  |

| Allenatore |
| - Erdem Can |
| Assistente/i |
| - Can Akın - Savaş Kaynak - Ümit Temoçin - İlter Türkmen Legenda - (C) Capitano - (IN) Inattivo - Infortunato Roster |

## Mercato

### Sessione estiva
| Acquisti | Acquisti       | Acquisti             | Acquisti   | Acquisti |
| R.a      | Nome           | da                   | Modalità   |          |
| -------- | -------------- | -------------------- | ---------- | -------- |
| P        | Tony Taylor    | Karşıyaka            | svincolato |          |
| PG       | Jerian Grant   | Olimpia Milano       | svincolato |          |
| PG       | Mehmet Yağmur  | Beşiktaş             | svincolato |          |
| G        | Boran Güler    | Socar Petkimspor     | svincolato |          |
| G        | Ridvan Öncel   | Galatasaray          | svincolato |          |
| AP       | Axel Bouteille | Málaga               | svincolato |          |
| AP       | Erkan Yılmaz   | Bahçeşehir Koleji    | svincolato |          |
| AG       | Alihan Demir   | Rayos Hermosillo     | svincolato |          |
| AG       | Nate Sestina   | Merkezefendi Denizli | svincolato |          |
| C        | Semih Erden    | Karşıyaka            | svincolato |          |
| C        | Tyrique Jones  | V.L. Pesaro          | svincolato |          |
| C        | Emircan Koşut  | Merkezefendi Denizli | svincolato |          |

| Cessioni | Cessioni            | Cessioni            | Cessioni       | Cessioni |
| R.       | Nome                | a                   | Modalità       |          |
| -------- | ------------------- | ------------------- | -------------- | -------- |
| P        | Can Uğur Öğüt       | Gaziantep BŞB       | fine contratto |          |
| P        | Alex Pérez          | Konyaspor           | fine contratto |          |
| G        | Dorukhan Engindeniz | Socar Petkimspor    | fine contratto |          |
| G        | Jared Terrell       | Hapoel Eilat        | fine contratto |          |
| AP       | Aubrey Dawkins      | G League Ignite     | fine contratto |          |
| AP       | Erdi Gülaslan       | Manisa              | fine contratto |          |
| AG       | Samet Geyik         | Fenerbahçe          | fine contratto |          |
| AC       | JaJuan Johnson      | BCM Gravelines      | fine contratto |          |
| C        | Octavius Ellis      | Guangdong S. Tigers | fine contratto |          |

### Dopo l'inizio della stagione
| Acquisti | Acquisti     | Acquisti   | Acquisti        | Acquisti   |
| R.       | Nome         | da         | Data            | Modalità   |
| -------- | ------------ | ---------- | --------------- | ---------- |
| C        | Micheal Eric | Free agent | 13 gennaio 2023 | svincolato |

| Cessioni | Cessioni     | Cessioni         | Cessioni       | Cessioni    |
| R.       | Nome         | a                | Data           | Modalità    |
| -------- | ------------ | ---------------- | -------------- | ----------- |
| AG       | Alihan Demir | Héroes de Falcón | 26 aprile 2023 | rescissione |